# Luftstreitkräfte der Slowakischen Republik
Die Luftstreitkräfte der Slowakischen Republik (slowakisch Vzdušné sily Slovenskej republiky) sind eine Teilstreitkraft der slowakischen Streitkräfte. Sie gingen im Jahr 1993 ebenso wie die Luftstreitkräfte der Tschechischen Republik aus den ehemaligen tschechoslowakischen Luftstreitkräften hervor.

## Auftrag
Der Hauptauftrag der Luftstreitkräfte besteht in der Sicherung des Luftraumes der Slowakischen Republik im Verbund mit dem NATO Integrated Air Defense System – NATINADS, der Luftunterstützung (close air support) des Heeres und Gewährleistung von Lufttransporten, einschließlich für die Regierung, das Parlament sowie staatliche Einrichtungen und Organisationen.

## Geschichte
Die Aufstellung der Luftstreitkräfte erfolgte im Rahmen der Trennung von Slowakei und Tschechien, wobei die Ausrüstung anteilsmäßig aufgeteilt wurde. In den ersten Jahren nach der Trennung gab es eine Reihe von Umstrukturierungen, wobei auch der Umfang der Luftstreitkräfte verringert wurde. Dabei wurden auch zwei Flugplätze aufgegeben.
In Folge betreiben die Luftstreitkräfte seither drei Haupteinsatzbasen, jeweils eine für die Kampfflugzeugflotte, Transportflieger und Helikopter.
Die Ablösung des Gros der 1993 übernommenen sowjetischen Luftfahrzeugmuster begann in den 2010er-Jahren zunächst mit der Beschaffung einiger weniger neuer Transportflugzeuge und Hubschrauber westlicher Hersteller.
10 MiG-29AS und 2 MiG-29UBS (nach anderen Angaben 13 gesamt) wurden am 28. August 2022 auf dem Slovak International Air Fest offiziell außer Dienst gestellt und im Frühjahr 2023 an die Ukraine verschenkt. Sie werden  ab 2024 durch F-16 Block 70/72 ersetzt werden. Bis zur Einsatzbereitschaft der F-16 wird die Überwachung des slowakischen Luftraums durch die polnische und tschechische Luftwaffe gewährleistet.

## Organisation

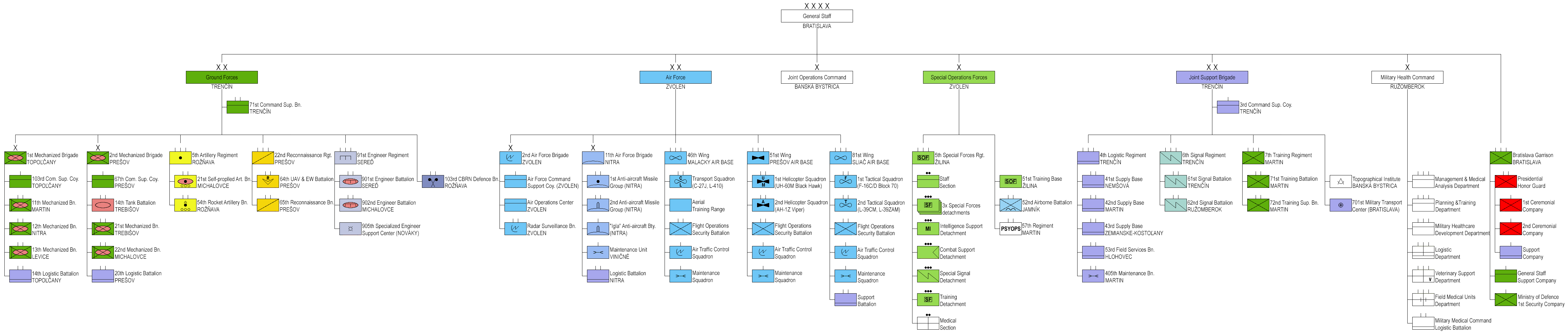
Struktur der Slowakischen Luftstreitkräfte innerhalb der Streitkräfte des Landes 2024

Hauptstützpunkt der slowakischen Luftstreitkräfte ist der militärische Teil des Flughafens Sliač in der Nähe von Zvolen. Daneben werden noch Basen in Prešov (Hubschrauber) und Malacky (Transportflugzeuge) betrieben.

## Ausrüstung
(Stand: März 2023)

### Luftfahrzeuge
Die Slowakischen Luftstreitkräfte betreiben 15 Flugzeuge und 24 Hubschrauber.
| Luftfahrzeuge        | Bild           | Herkunft                     | Verwendung                            | Version                | Aktiv          | Bestellt       | Anmerkungen    |
| Kampfflugzeuge       | Kampfflugzeuge | Kampfflugzeuge               | Kampfflugzeuge                        | Kampfflugzeuge         | Kampfflugzeuge | Kampfflugzeuge | Kampfflugzeuge |
| -------------------- | -------------- | ---------------------------- | ------------------------------------- | ---------------------- | -------------- | -------------- | -------------- |
| Lockheed Martin F-16 |                | Vereinigte Staaten           | Mehrzweckkampfflugzeug                | F-16V Block 70 „Viper“ | 5              | 7              |                |
| Transportflugzeuge   |                |                              |                                       |                        |                |                |                |
| Alenia C-27          |                | Italien                      | Transportflugzeug                     | C-27J „Spartan“        | 2              |                |                |
| Let L-410            |                | Tschechoslowakei/ Tschechien | Transportflugzeug Aufklärungsflugzeug |                        | 5 1            |                |                |
| Schulflugzeuge       |                |                              |                                       |                        |                |                |                |
| Lockheed Martin F-16 |                | Vereinigte Staaten           | doppelsitziges Mehrzweckkampfflugzeug | F-16V Block 70 „Viper“ |                | 2              |                |
| Aero L-39            |                | Tschechoslowakei             | Schulflugzeug                         |                        | 7              |                |                |
| Hubschrauber         |                |                              |                                       |                        |                |                |                |
| Mil Mi-2             |                | Sowjetunion                  | Transport- und Schulhubschrauber      |                        | 2              |                |                |
| Mil Mi-8             |                | Sowjetunion                  | Transporthubschrauber                 | Mil Mi-17              | 13             |                |                |
| Sikorsky UH-60       |                | Vereinigte Staaten           | Transporthubschrauber                 | UH-60M „Black Hawk“    | 9              |                |                |

### Waffensysteme
Flugabwehrraketensysteme:
- 2K12 Kub ()
- (S-300PMU () – im Rahmen des Russisch-Ukrainischen Krieg an die Ukraine verschenkt im Gegenzug zur Stationierung des Patriot Systems durch die Bundeswehr und Niederlande[7])